# Kvissle-Nolby-Prästbolet

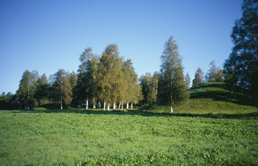
Monumentala storhögar vid Ljungans utlopp i Bottenhavet söder om Sundsvall. En skyltad arkeologstig tar besökare genom den rika kulturmiljön med 40 kända fornlämningslokaler och 114 separata anläggningar.

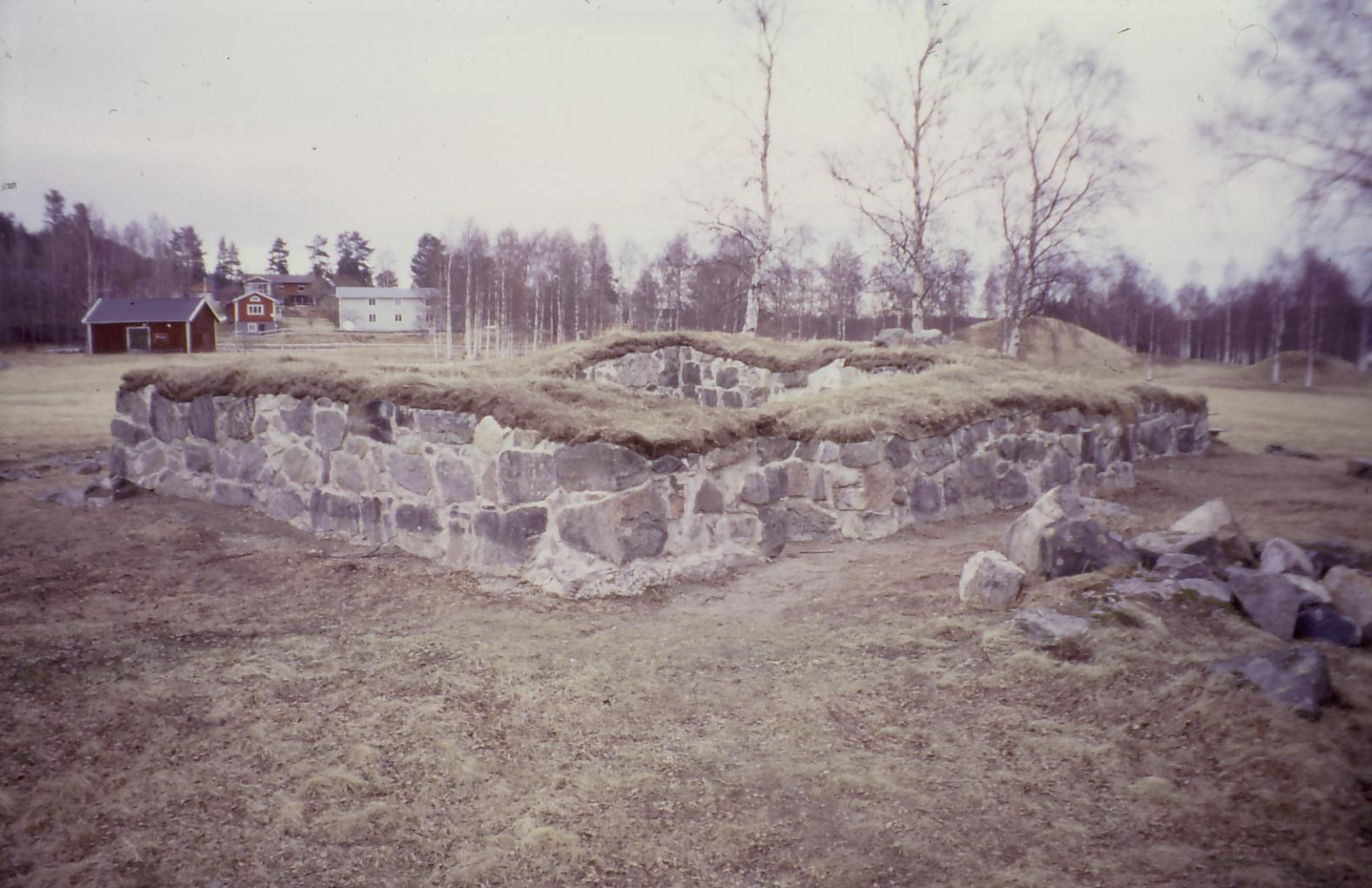
Ruinen av Kvissle kapell, ett romanskt gårdskapell från omkr år 1200. Bakom syns storhögarna från folkvandringstid.

Kvissle – Nolby – Prästbolet är en unik kulturmiljö inom Njurunda socken vid Ljungans utlopp i Bottenhavet söder om Sundsvall. Området har nationellt intressanta bevarandevärden och är därför ett riksintresse för kulturmiljövård, skyddat enligt den svenska miljölagstiftningen, 3 kap 6 § miljöbalken.
Kvissle – Nolby – Prästbolet bildar ett väl angränsat landskapsrum. Kulturmiljön är kringskuren av Ljungan med sin upptorkade älvgren, "kvisslet", medan den mäktiga Nolbykullen med historisk vårdkase och modern 3G-mast utgör fonden för detta "Norrlands Birka". Här börjar i geologisk bemärkelse Höga kusten. Landhöjningen präglar över huvud taget starkt hela riksintresseområdet med sina fornlämningar: Höjden över havet ger en horisontell stratigrafi i området och på så sätt illustreras ett tidsspann på tvåtusen år direkt i landskapet.
Redan vid 300- och 400-talet hade området en särställning i Norrland. Läget vid Ljungan innebar att de styrande kunde kontrollera handeln med järn och skinn från inlandet, men framför allt att de kunde skeppa varorna vidare till sydligare nejder och de romerska provinserna.
Under loppet av ett par hundra år uppfördes tolv storhögar, varav en är 40 meter i diameter och därmed Norrlands största. I samband med utbyggnaden av Ostkustbanan schaktades en av storhögarna bort. En arkeologisk undersökning av denna storhög utfördes därför av Arvid Enqvist mellan den 25 maj och 1 juni 1916. Bland fynden fanns provinsialromerskt glas och en Vestlandskittel av brons. Fynden påvisade förbindelser med romerska provinser i nuvarande Belgien och södra Tyskland, men också en transportled längs norska västkusten över Kölen och till Medelpad. De långväga kontakterna framstod än mer tydliga med fyndet av ett solidus (romerskt guldmynt) präglat för kejsar Valens av Östrom 364–378 e.Kr.
Kvissle – Nolby – Prästbolets långa kontinuitet som maktcentrum manifesteras överallt i landskapet. Alldeles i närheten av storhögarna finns till exempel ruinen av ett gårdskapell av sten från omkring år 1200. Patronatskyrkans uppförande innebar att prästgården förlades här i Tuna och inte vid sockenkyrkan ett par kilometer bort.
Ätten eller ätterna vid Ljungans utlopp hade redan under romansk tid vidmakthållit sin makt i minst tusen år. Spåren i landskapet vittnar om dem, om anfäder och arvingar, men också om generationer av undersåtar och om vidlyftiga handelsresor. Burestenen bär runor och kors från tiden för kristendomens införande, medan bönerna vid de vikingatida gravfälten riktades till asarna; järnålderns bostäder och åkrar ligger än i dag synliga som långhusterrasser och odlingsrösen med överlappande storhögar från folkvandringstiden. 

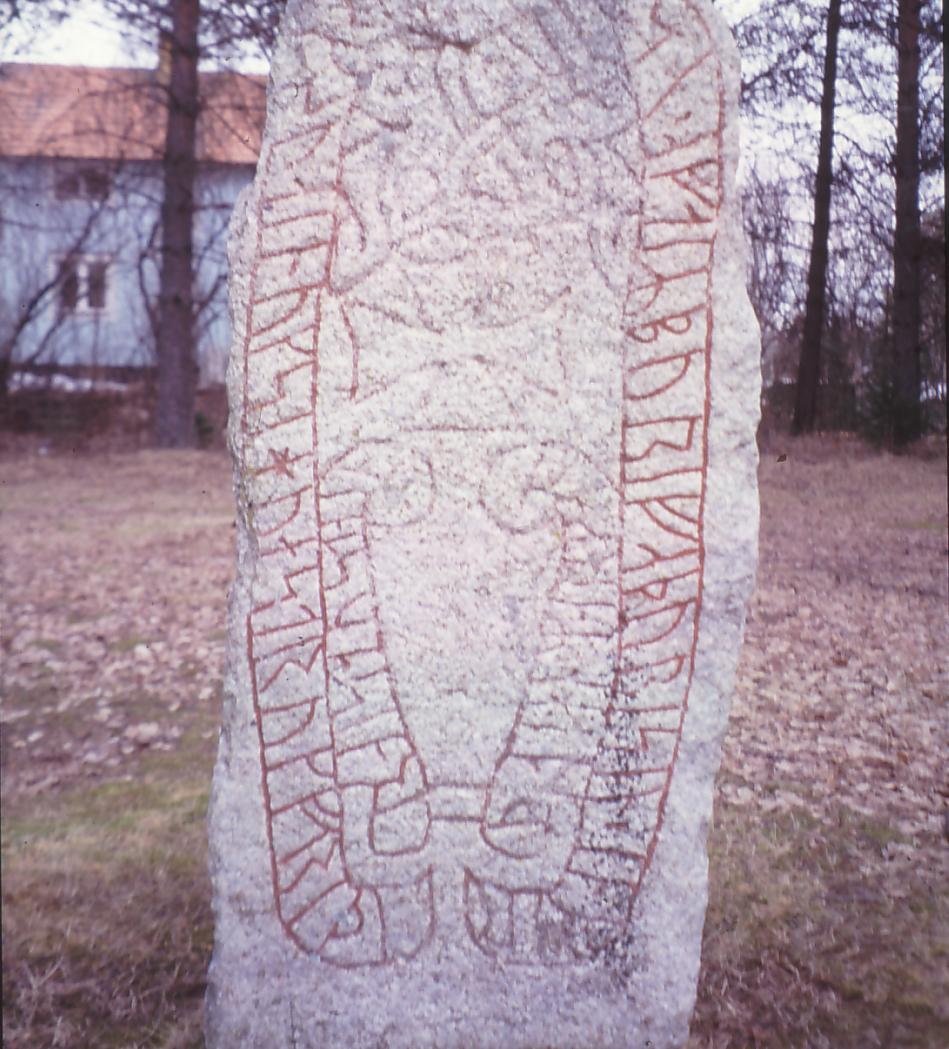
Burestenen med runor och kors. "Bergsven och Sigfast och Fride reste denna sten efter Bure sin Fader. Och Fartegn ristade."

Det omgivande landskapet visar helheten och kontexten i en utveckling från regional överhöghet under järnåldern via medeltiden och begynnande nationell centralmakt fram till dagens globala samhälle. Maktens symboler finns här bevarade i sitt sammanhang, men också historierna om kungens och kyrkans män vid deras färder längs Norrstigen och deras möten med Ljungans färjkarlar.
Resenärerna längs lands- eller sjövägen tog sig genom ett levande landskap som kom att bevara sägner om dem. Vi kan därför än i dag höra på bygden (och i arkiven) om prästfrun Louise von Burghausens flykt från en turkisk furste och om Carl von Linnés besök den 17 maj 1732 då han antecknade följande om Klockarberget, Nolbykullen och Burestenen, "på vänstra handen Norbykullen äller Norby kullen kallad, sannerligen ett högt bärg. Ty reste jag framtill Norby, där jag satte min häst vid en runsten och tog en ledsagare med mig upp åht." Vidare heter det om kung Björns vikingatåg: "Björn var kung i Njurunda socken. Han gjorde ett vikingatåg söderut och hade stor framgång, varför han förde med sig många krigsfångar hem. Dessa voro kristna. Genom dem omvändes folket i Nolby och Wästbo och så blev kyrkan byggd." 
Landskapet från förr lever också i nuet. Här finns en kontinuitet av mänskligt liv som sträcker sig över två tusen år. Åkrarna odlas fortfarande av traktens bönder och marken i Tuna ägs intill denna dag av Njurunda församling. Delarna är i sig unika och markerar var för sig en framväxande centralbygd, handelscentrum och småkungadöme. Men summan av delarna, den välbevarade helheten, gör detta historiska landskap till ett av de märkligaste i Norrland och Sverige.

## Motivering, område med kulturmiljövärden av riksintresse. Y 4 RAÄ 1996
"Unik fornlämningsmiljö där kombinationen av ett gravfält med flera storhögar, varav en är Norrlands största, en runsten och en tidigmedeltida gårdskyrkoruin representerar en sannolik stormannabebyggelse under järnålder och tidig medeltid och utgör en av de tydligaste markeringarna av förhistorisk och tidigmedeltida makt och status norr om Dalälven."

## Debattartiklar
- Mattias Bäckström, "Ett vägverk på kant med tillvaron: Infrastruktur till priset av fornlämningar när E4 Syd planeras", Sundsvalls Tidning 2006-11-05
- Mattias Bäckström, "En västlig trafikkorridor enda rimliga lösningen", Sundsvalls Tidning 2005-06-22
- Margareta Bergvall, "Kvissle-Nolby: Ett hotat riksintresseområde", Länsmuseet Västernorrland: Aktuellt 2002-08-09 (artikel)
- Stefan Mattsson, "Ska riksintresseområdet Kvissle – Nolby – Prästbolet bevaras?", Skikt - kontaktorgan för Länsmuseet Västernorrland nr 5, juni 2002
- Klas-Göran Selinge, "Kulturmiljön i Njurunda måste bevaras", Sundsvalls Tidning 2002-02-14
- Ulf Säfvestad, "Vägbyggarna styr inte våra utgrävningar", Sundsvalls Tidning 2001-12-13
- Per H Ramqvist, "Nog med lobotomerade kulturmiljöer!", Sundsvalls Tidning 2001-11-25 och Nättidningen Svensk Historia (artikel)[död länk]
- Per H Ramqvist, "Kulturmiljöer i fokus", Månadsbladet nov 2001, Regional Arkeologi, Mitthögskolan (artikel)